# Browar Zakrzów
Browar Zakrzów – browar we Wrocławiu działający w latach 1885–1995, który znajdował się na osiedlu Zakrzów, przy ulicy Chmielnej 1.

## Historia
Najstarsza wzmianka o browarze na Zakrzowie to rok 1885, działał tam browar, którego dzierżawcą był Max Fulde.
W 1901 powstał nowoczesny jak na owe czasy zakład, oparty jednak o rozwiązania architektoniczne jak i konstrukcyjne w duchu historycznej architektury II połowy XIX wieku. Zachowane zostały wszystkie budynki zakładu w formie prawie nienaruszonej. Historyczna forma budynków była podkreślona przez zastosowanie kolorowej cegły klinkierowej.
Po 1945 browar działał pod nazwą Browar Zakrzów, a następnie przyłączono go do Wrocławskich Zakładów Piwowarskich, przekształconych po 1990 w Browary Dolnośląskie Piast S.A.
W 2010 na terenie byłego browaru został wybudowany sklep jednej z sieci dyskontowych.